# 馬卡道路
馬卡道路（Makadao Rd.）為北高雄地區重要道路，全線沿著台鐵縱貫線路廊（高雄鐵路綠園道）而行，與翠華路平行。南起於為河西一路口，北止於中華一路口接中華一路19巷。2000年時高雄市政府為了紀念原本居住於高雄的平埔族馬卡道族而命名，因此正確名稱應為「馬卡道」路，但仍有需多建商及一般商家，甚至捷運公司，將其誤解為「馬卡」道路，因此出現「馬卡大道」、「馬卡XX路口」等錯誤的稱呼和用法。

## 行經行政區域
- 鼓山區

## 主要設施
（由北至南）
- 中華陸橋
- 高雄鐵路綠園道
- 內惟車站
- 內惟埤文化園區
  - 高雄市立美術館（門牌設於美術館路80號）
  - 高雄市立兒童美術館（330號）
  - 內惟藝術中心（329號）
- 美術館立體停車場（324號）
- 美術館車站、輕軌臺鐵美術館站
- 林商號倉庫舊址（28號）
- 輕軌馬卡道站

## 公共自行車
- 高雄市公共自行車租賃系統：
  - 內惟車站（馬卡道路）：內惟車站東側出口人行道
  - 美術北三馬卡道路口：美術北三路／馬卡道路（西北側）
  - 明誠馬卡道路口（東南側）：明誠四路／馬卡道路口（東南側人行道）
  - 輕軌內惟藝術中心：美術館路／馬卡道路（東北側）
  - 輕軌馬卡道站：河西一路1275號（對側人行道）

## 相關連結
- 高雄市主要道路列表